# Municipalità del Vietnam
Le municipalità del Vietnam (in vietnamita thành phố trực thuộc trung ương) rappresentano, amministrativamente parlando e insieme alle province, le entità amministrative di primo livello in cui è diviso lo Stato del sud-est asiatico.

Le suddivisioni amministrative di primo livello del Vietnam; in rosso sono evidenziate le municipalità.

Le municipalità, in numero pari a cinque, sono città controllate centralmente aventi status pari a quello delle province. Godono dello status di municipalità le maggiori città del Paese: la capitale Hanoi, Ho Chi Minh, Cần Thơ, Da Nang, Haiphong e Hue.

## Lista delle municipalità
| Municipalità | Tipo            | Regione                     | Popolazione (2019) | Densità (ab/km²) | Area (km²) |
| ------------ | --------------- | --------------------------- | ------------------ | ---------------- | ---------- |
| Hanoi        | Classe speciale | Delta del Fiume Rosso       | 7 781 631          | 2268.6           | 3 344,7    |
| Ho Chi Minh  | Classe speciale | Sudorientale                | 8 636 899          | 4122.62          | 2 095      |
| Can Tho      | Prima classe    | Delta del Mekong            | 1 520 000          | 1093.84          | 1 389,6    |
| Da Nang      | Prima classe    | Costa Centro-Meridionale    | 1 215 000          | 967.36           | 1 256      |
| Haiphong     | Prima classe    | Delta del Fiume Rosso       | 2 351 820          | 1560.01          | 1 507,57   |
| Hue          | Prima classe    | Costa Centro-Settentrionale | 1 236 393          | 249.92           | 4 947,11   |